# Under the Queen's Umbrella
Under the Queen's Umbrella (슈룹?, SyurupLR; lett. "Ombrello" in coreano medio) è una serie televisiva sudcoreana trasmessa su tvN dal 15 ottobre al 4 dicembre 2022. Internazionalmente è distribuita da Netflix.

## Trama
Tutti si aspettano che la regina Hwaryeong personifichi la grazia e la dignità, ma siccome i suoi cinque figli sono dei combinaguai, ella decide di abbandonare il severo protocollo di corte per educarli di persona, instillando loro i suoi valori e tramandando ai ragazzi le doti necessarie a governare.

## Personaggi e interpreti
- Regina Im Hwaryeong, interpretata da Kim Hye-soo
- Regina vedova, interpretata da Kim Hae-sook
- Re Yi Ho, interpretato da Choi Won-young

## Riconoscimenti
- Baeksang Arts Award
  - 2023 – Miglior nuovo attore televisivo a Moon Sang-min[3]
  - 2023 – Candidatura Miglior attrice televisiva a Kim Hye-soo[4]